# Hyposmocoma semiusta
Hyposmocoma semiusta là một loài bướm đêm thuộc họ Cosmopterigidae. Nó là loài đặc hữu của Oahu và Kauai.
Ấu trùng ăn the rotten wood of Acacia koa